# ستانلي لونغ
ستانلي لونغ (بالإنجليزية: Stanley Long)‏ هو منتج أفلام وكاتب وكاتب سيناريو ومخرج بريطاني، ولد في 26 نوفمبر 1933 في لندن في المملكة المتحدة، وتوفي في 10 سبتمبر 2012 في باكينغهامشير في المملكة المتحدة.

## وصلات خارجية
- ستانلي لونغ على موقع IMDb (الإنجليزية)
- ستانلي لونغ على موقع ألو سيني (الفرنسية)
- ستانلي لونغ على موقع أول موفي (الإنجليزية)
- ستانلي لونغ على موقع قاعدة بيانات الأفلام السويدية (السويدية)
- ستانلي لونغ على موقع قاعدة بيانات الفيلم (الإنجليزية)
- ستانلي لونغ على موقع كينوبويسك (الروسية)